# هاب

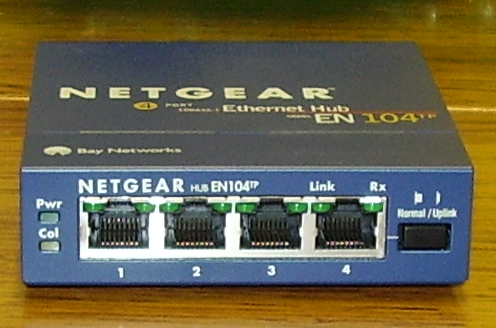
یک هاب با چهار پورت

ناف یا هاب از جمله تجهیزات سخت‌افزاری است که از آن به منظور برپاسازی شبکه‌های کامپیوتری استفاده می‌شود. گرچه در اکثر شبکه هائی که امروزه ایجاد می‌گردد از سوئیچ در مقابل هاب استفاده می‌گردد، ولی ما همچنان شاهد استفاده از این نوع تجهیزات سخت‌افزاری در شبکه‌های متعددی می‌باشیم. در این مطلب قصد داریم به بررسی هاب و نحوه عملکرد آن اشاره نمائیم. قبل از پرداختن به اصل موضوع لازم است در ابتدا با برخی تعاریف مهم که در ادامه بارها به آنان مراجعه خواهیم کرد، بیشتر آشنا شویم.
دامنه
تمامی کامپیوترهای عضو یک دامنه، هر اتفاق یا رویدادی را که در دامنه اتفاق می‌افتد، مشاهده کرده یا خواهند شنید.
دامنه تصادف
در صورت بروز یک تصادم (Collision) بین دو کامپیوتر، سایر کامپیوترهای موجود در domain آن را شنیده و آگاهی لازم در خصوص آن چیزی که اتفاق افتاده‌است را پیدا خواهند کرد. کامپیوترهای فوق عضو یک Collision Domain یکسان می‌باشند. تمامی کامپیوترهایی که با استفاده از هاب به یکدیگر متصل می‌شوند، عضو یک Collision Domain یکسان خواهند بود (بر خلاف سوئیچ).
Broadcast Domain
در این نوع domain، یک پیام broadcast (یک فریم یا داده که برای تمامی کامپیوترها ارسال می‌گردد) برای هر یک از کامپیوترهای موجود در domain ارسال می‌گردد. هاب و سوئیچ با موضوع broadcast domain برخورد مناسبی نداشته (ایجاد حوزه‌های مجزا) و در این رابطه به یک روتر نیاز خواهد بود.
به منظور برخورد مناسب (ایجاد حوزه‌های مجزا) با collision domain, broadcast domain و افزایش سرعت و کارایی یک شبکه از تجهیزات سخت‌افزاری متعددی استفاده می‌شود. سوئیچ‌ها collision domain مجزایی را ایجاد می‌نمایند ولی در خصوص broadcast domain بدین شکل رفتار نمی‌کند. روترها، broadcast domain و collision domain مجزایی را ایجاد نموده و در مقابل هاب، قادر به ایجاد broadcast domain و Collision domain جداگانه نمی‌باشد. شکل زیر یک نمونه هاب هشت پورت را نشان می‌دهد (D-Link DE-808TP 10Mbps Ethernet 8-Port Mini-Hub).

## هاب‌ها
انواع هاب عبارتند از:
هاب کنترل پذیر (manageable):این نوع هاب هوشمند و انعطاف‌پذیر می‌باشد. بدین معنی که هر یک از درگاه‌های (ports)آن توسط مدیر شبکه از طریق نرم‌افزار می‌توانند فعال یا غیرفعال شوند.
هاب مستقل (stand-alone)
این نوع هاب برای یک گروه از کامپیوترهایی که به‌طور مجزا از کل شبکه کار می‌کنند، به کار می‌رود.
هاب پیمانه‌ای (modular):
این نوع هاب با یک کارت یا شاسی همراه است و توسط این کارت می‌توان تعداد درگاه‌های آن را افزایش داد.
هاب پشته‌ای (stackable)
این نوع هاب شبیه هاب مستقل (stand-alone)می‌باشد. با این تفاوت که تعدادی از آن‌ها را می‌توان مثل یک پشته به یکدیگر متصل کرد تا تعداد پورت‌های کل هاب آن افزایش یایند.

## آشنائی با نحوه عملکرد هاب
هاب، یکی از تجهیزات متداول در شبکه‌های کامپیوتری و ارزانترین روش اتصال دو یا چندین کامپیوتر به یکدیگر است. هاب در اولین لایه مدل مرجع OSI فعالیت می‌نماید. آنان فریم‌های داده را نمی‌خوانند (کاری که سوئیچ یا روتر انجام می‌دهند) و صرفاً این اطمینان را ایجاد می‌نمایند که فریم‌های داده بر روی هر یک از پورت‌ها، تکرار خواهد شد.
گره هائی که یک اترنت یا Fast Ethernet را با استفاده از قوانین CSMA/CD به اشتراک می‌گذارند، عضو یک Collision Domain مشابه می‌باشند. این بدان معنی است که تمامی گره‌های متصل شده به هاب بخشی از Collision domain مشابه بوده و زمانی که یک تصادم اتفاق می‌افتد، سایر گره‌های موجود در domain نیز آن را شنیده و از آن متأثر خواهند شد.
کامپیوترها یا گره‌های متصل شده به هاب از کابل‌های (UTP (Unshielded Twisted Pair، استفاده می‌نمایند. صرفاً یک گره می‌تواند به هر پورت هاب متصل گردد؛ مثلاً با استفاده از یک هاب هشت پورت، امکان اتصال هشت کامپیوتر وجود خواهد داشت. زمانی که هاب‌ها به متداولی امروز نبودند و قیمت آنان نیز گران بود، در اکثر شبکه‌های نصب شده در ادارات یا منازل از کابل‌های کواکسیال، استفاده می‌گردید.
نحوه کار هاب بسیار ساده‌است. زمانی که یکی از کامپیوترهای متصل شده به هاب اقدام به ارسال داده‌هایی می‌نماید، سایر پورت‌های هاب نیز آن را دریافت خواهند کرد (داده ارسالی تکرار و برای سایر پورت‌های هاب نیز فرستاده می‌شود). شکل زیر نحوه عملکرد هاب را نشان می‌دهد.
همانگونه که در شکل فوق مشاهده می‌نمائید، گره یک داده ئی را برای گره شش ارسال می‌نماید ولی تمامی گره‌های دیگر نیز داده را دریافت خواهند کرد. در ادامه، بررسی لازم در خصوص داده ارسالی توسط هر یک از گره‌ها انجام و در صورتی که تشخیص داده شود که داده ارسالی متعلق به آنان نیست، آن را نادیده خواهند گرفت. عملیات فوق از طریق کارت شبکه موجود بر روی کامپیوتر که آدرس MAC مقصد فریم ارسالی را بررسی می‌نماید، انجام می‌شود. کارت شبکه بررسی لازم را انجام و در صورت عدم مطابقت آدرس MAC موجود در فریم، با آدرس MAC کارت شبکه، فریم ارسالی دور انداخته می‌گردد.
اکثر هاب‌ها دارای یک پورت خاص می‌باشند که می‌تواند به صورت یک پورت معمولی یا یک پورت uplink رفتار نماید. با استفاده از یک پورت uplink می‌توان یک هاب دیگر را به هاب موجود، متصل نمود. بدین ترتیب تعداد پورت‌ها افزایش یافته و امکان اتصال تعداد بیشتری کامپیوتر به شبکه فراهم می‌گردد. روش فوق گزینه‌ای ارزان قیمت به منظور افزایش تعداد گره‌ها در یک شبکه‌است ولی با انجام این کار شبکه شلوغ تر شده و همواره بر روی آن حجم بالایی داده غیرضروری در حال جابجایی است. تمامی گره‌ها، عضو یک Broadcast domain و collision domain یکسانی می‌باشند، بنابراین تمامی آنان هر نوع تصادم یا Broadcast را که اتفاق خواهد افتاد، می‌شنوند.
در اکثر هاب‌ها از یک ال‌ئی‌دی به منظور نشان دادن فعال بودن ارتباط برقرار شده بین هاب و گره و از ال‌ئی‌دی دیگر به منظور نشان دادن بروز یک تصادم استفاده می‌گردد (دو ال‌ئی‌دی مجزا). در برخی از هاب‌ها دو ال‌ئی‌دی مربوط به فعال بودن لینک ارتباطی بین هاب و گره و فعالیت پورت با یکدیگر ترکیب و زمانی که پورت در حال فعالیت است، ال‌ئی‌دی مربوط چشمک زن شده و زمانی که فعالیتی انجام نمی‌شود، ال‌ئی‌دی فوق به صورت پیوسته روشن خواهد بود.
ال‌ئی‌دی مربوط به تصادم موجود بر روی هاب‌ها زمانی روشن می‌گردد که یک تصادم به وجود آید. تصادم زمانی به وجود می‌آید که دو کامپیوتر یا گره سعی نمایند در یک لحظه بر روی شبکه صحبت نمایند. پس از بروز یک تصادم، فریم‌های مربوط به هر یک از گره‌ها با یکدیگر برخورد نموده و خراب می‌گردند. هاب به منظور تشخیص این نوع تصادم‌ها به اندازه کافی هوشمند بوده و برای مدت زمان کوتاهی چراغ مربوط به تصادم روشن می‌گردد. (یک دهم ثانیه به ازای هر تصادم).
تعداد اندکی از هاب‌ها دارای یک اتصال خاص از نوع BNC بوده که می‌توان از آن به منظور اتصال یک کابل کواکسیال، استفاده نمود. پس از اتصال فوق، ال‌ئی‌دی مربوط به اتصال BNC روی هاب روشن می‌گردد.